# Georg von Browne
Georg von Browne de Brùn, in russo: Юрий Юрьевич Броун, Yuri Yurievic Browne (Limerick, 15 giugno 1698 – Riga, 18 settembre 1792), è stato un generale britannico naturalizzato russo.

## Biografia

### I primi anni
Georg era figlio di Berard Browne, visconte di Beally, un giacobita irlandese e per di più cattolico, che nel 1715 fu esiliato sul continente insieme alla famiglia. Nel 1725 il giovane Georg entrò al servizio dell'Elettore del Palatinato, entrando in contatto con James Francis Edward Keith, scozzese di origini e futuro feldmaresciallo prussiano.

### La carriera militare
A partire dal 1730, Georg studiò all'Accademia Militare di San Pietroburgo, in Russia, dove il padre si era stabilito, passando poi all'Università di Tartu, in Estonia.
Le prime azioni sul campo le conobbe durante la Guerra di successione polacca dove combatté sotto il comando del generale Peter Lacy, suo connazionale, venendo ferito nel corso dell'assedio di Danzica del 1734.
Nel 1735 divenne ufficiale di stato maggiore dell'esercito imperiale russo e l'anno dopo fu promosso capitano ed ebbe un ruolo di primo piano come favorito della zarina Anna. Combattente nella guerra russo-turca del 1735-1739, venne ferito nel corso dell'assedio di Azov nel 1736. Dopo essersi ripreso, tornò in servizio, prese parte nel 1738 all'assedio di Ochakov, ma nel 1739 venne fatto prigioniero dai Turchi. Durante la sua prigionia fu venduto tre volte come schiavo. Riuscì a fuggire dalla prigionia con l'assistenza dell'ambasciatore francese in Turchia nel 1740, fornendo importanti informazioni a San Pietroburgo sulle posizioni del nemico. Come ricompensa, venne promosso a maggiore generale.
Durante la guerra con la Svezia nel 1742, comandò le truppe impegnate nel Golfo di Finlandia tra la Narva e San Pietroburgo. Per la sua esemplare capacità di comando, venne promosso tenente generale.
Nel 1744 divenne Governatore di Oremburg con il grado di colonnello fino al 1749, quando, distintosi nelle Guerre di Slesia, fu promosso generale in capo a Zorndorf.
Prese parte quindi a tutte le battaglie della fase iniziale della guerra dei sette anni per la Russia: osservatore nelle file degli austriaci con diritto di voto nel consiglio militare, prese parte alla battaglia di Lobositz, a quella id Praga (dove combatteva suo nipote, il feldmaresciallo austriaco Maximilian Ulysses Browne), a quella di Kolín, a quella di Breslavia ed a quella di Gross-Jägersdorf, nonché all'assedio di Kustrin.
Nella battaglia di Zorndorf, al comando del Corpo d'osservazione che costituiva l'ala sinistra dell'esercito russo impegnato nello scontro, durante l'attacco della cavalleria prussiana al comando del generale Friedrich Wilhelm von Seydlitz, ricevette 11 (secondo altre fonti 17) ferite di sciabola, alcune delle quali nel testa. Da allora, portò una grande placca d'argento sulla testa per coprire la profonda ferita ricevuta, terminando nel contempo il proprio servizio attivo. Fede ritorno a San Pietroburgo dove, il 25 novembre 1758, gli venne conferito l'Ordine di Sant'Andrea, la massima delle onorificenze russe.

### Il governatorato dell'Estonia

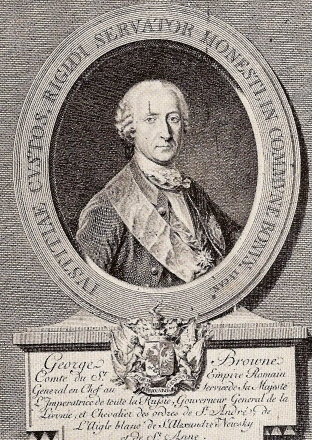
Georg von Browne in un'incisione d'epoca

Fu promosso dallo zar Pietro III al ruolo di Governatore di Estonia e Livonia, venendo elevato al rango di viceré dal 1783. In questo incarico si buttò a capofitto, avviando una serie di importanti riforme per la modernizzazione dell'area, regolamentandone i dazi e riuscendo a migliorare le condizioni dei contadini locali con l'approvazione del Manifesto dei tre giorni di corvee. Lo zar gli concesse il titolo di conte e il castello di Lielstraupe nel 1773.
Prese anche parte alla congiura di Caterina II contro il marito e ricevette il compenso di ambasciatore a Vienna: nel suo palazzo nella capitale austriaca, ospitò il futuro giurista Tromphime-Gérard de Lally-Tollendal.
Morì a Riga il 18 settembre 1792.

## Matrimonio e figli
Georg von Browne si sposò in prime nozze con la figlia del feldmaresciallo Peter Lacy; da questa unione nacquero Johann Georg von Browne (1742 - 1794), anch'egli militare e Martha Philippine. Dopo la morte di Helen Lassi nel 1764, si sposò di nuovo con Eleanor Christine von Mengden (1729-1787); da questa unione nacquero Eleonore Christina, Johann Georg von Browne-Camus (1767 - 1827) e Charlotte Christine Wilhelmine Elisabeth.
Johann Georg von Browne-Camus, comandante del reggimento di Kexholm e cavaliere di Malta, fu il primo mecenate di Beethoven.